# Recey-sur-Ource
Recey-sur-Ource är en kommun i departementet Côte-d'Or i regionen Bourgogne-Franche-Comté i östra Frankrike. Kommunen ligger i kantonen Recey-sur-Ource som tillhör arrondissementet Montbard. År 2022 hade Recey-sur-Ource 338 invånare.

## Befolkningsutveckling
Antalet invånare i kommunen Recey-sur-Ource
Referens:INSEE